# Buffy studies
Buffyznawstwo (lub Buffylogia) – badania popularnego serialu Buffy: Postrach wampirów oraz w mniejszym stopniu jego spin-offu, serialu Anioł ciemności. Producentem i twórcą obu programów telewizyjnych jest Joss Whedon. Buffyznawstwo bada zagadnienia związane z płcią (gender studies) oraz inne kwestie filozoficzne, które są pokazane w fikcyjnym świecie Buffyverse.
Neda Ulaby z NPR opisuje Buffy jako program „cieszący się szczególnym poparciem wśród naukowców, spośród których część przypisuje sobie zasługi stworzenia dziedziny, którą nazywają 'buffyznawstwem'”. Mimo że 'buffyznawstwo' nie jest powszechnie uznane za oddzielną dyscyplinę naukową, to ten termin jest często używany w rozprawach naukowych związanych z tematem Buffy.

## Rozwój jako dziedziny badań
Debiut Buffy (1997-2003) doprowadził ostatecznie do publikacji wielu książek oraz setek artykułów, w których opisane są badania nad tematami poruszonymi w serialu w odniesieniu do różnych dziedzin naukowych, m.in. socjologii, psychologii, filozofii, teologii oraz nauce o feminizmie i kobietach. Od stycznia 2001 roku kwartalnik Slayage: The Online Journal of Buffy Studies publikuje prace na temat Buffy. Fighting the Forces: What's at Stake in Buffy the Vampire Slayer został opublikowany w 2002 roku i od tamtej pory wiele książek w odniesieniu do serialu zostało wydane przez wydawnictwa akademickie. Ponadto odbyło się wiele międzynarodowych konferencji o tej tematyce. Na Uniwersytecie Brunel w Londynie można również napisać pracę magisterską na temat Buffy. Również serial spin-off Anioł ciemności jest poddawany analizie, np. w publikacji naukowej pt. Reading Angel z 2005 roku.
Twórca Buffy - Joss Whedon odniósł się do naukowych reakcji na temat swojego dzieła, mówiąc: „uważam, że to wspaniałe, że społeczność akademicka zainteresowała się tym serialem. Myślę, że to ważne, aby uczeni zajmowali się tematami związanymi z popkulturą, nawet jeśli przedmiot badań jest idiotyczny. Jeżeli dany twór kultury popularnej odniósł sukces, wówczas warto przeanalizować dlaczego tak się stało. Mam nadzieję, że Buffy nie jest idiotycznym serialem, ponieważ staramy się zawsze przemyśleć, co chcemy przekazać odbiorcy, jakie emocje, aspekty polityczne czy filozoficzne. Buffy oprócz tego, że jest fenomenem kulturowym, to jest bardzo przemyślanym tworem - odcinek po odcinku - już na poziomie scenariusza”.

## Przykłady poruszanych tematów

### Gender studies
- Lorna Jowett, 2005: Sex and The Slayer: A Gender Studies Primer for the Buffy Fan.
W swojej pracy opublikowanej przez Wesleyan University Press, Jowett, która jest zarówno wykładowcą amerykanistyki na Uniwersytecie Northampton, jak i fanem Buffy, pisze, że „Buffy może być niczym „Barbie potrafiącą dokopać”, ale mimo wszystko wciąż pozostaje Barbie” (str. 197). Mimo że Jowett uznaje serial za postfeministyczny, to uważa, że nie walczy on ze stereotypami dotyczącymi płci w znaczący sposób. Trzy pierwsze rozdziały książki Jowett są zatytułowane kolejno: Siła dziewczyn, Dobre dziewczyny oraz Złe dziewczyny, w których Jowett analizuje stereotypy związane z damskimi postaciami, które według niej są umocnione przez serial. Następne trzy rozdziały dotyczą stereotypów o mężczyznach: Twardzi mężczyźni, Nowi mężczyźni oraz Martwi Chłopcy. Jowett uważa, że umocnienie stereotypów przez serial również dotyczy męskich postaci.

### Nauki o kulturze popularnej
- Dee Amy-Chinn oraz Milly Williamson, 2005: The Vampire Spike in text and fandom: Unsettling oppositions in Buffy the Vampire Slayer.
Amy-Chinn, która jest wykładowcą na Uniwersytecie Oxford Brookes, oraz Williamson z Uniwersytetu Brunel skupiają się na konkretnej postaci z serialu - na Spike'u, który według nich reprezentuje „jednocześnie erotyczny wstręt i przyciąganie” oraz „strach przed pożądaniem „innego"”. Autorki porównują postać Spike’a do tego, jak serial ogólnie odnosi się do traktowania seksualności i samozrozumienia.

### Medioznawstwo
- Rhonda Wilcox, 2005: Why Buffy Matters: The Art of Buffy the Vampire Slayer.
Czemu Buffy ma znaczenie? Wilcox twierdzi, że „ten serial ma znaczenie, ponieważ udowadnia, że telewizja może być sztuką oraz zasługiwać na to, aby ją analizować... głębię postaci, prawdziwość historii, szczegółowość motywów i to, jak one są wcielane do języka, dźwięk i obraz - to wszystko ma znaczenie” (Wilcox 419). Autorka szczegółowo opisuje wszystkie te elementy, a także pisze inne prace naukowe na temat Buffy. Ponadto stara się przybliżyć ten serial wszystkim jego fanom - zarówno tym, którzy nie są do niego do końca przekonani, jak i tym, którzy oszaleli na jego punkcie.
- Rhonda Wilcox i David Lavery, 2002. “Fighting the Forces: What’s at Stake for Buffy The Vampire Slayer.”
„Fighting the Forces” bada walkę o znaczenie w robiącym wrażenie przykładzie kultury popularnej, w fenomenie serialu telewizyjnym Buffy: Postrach Wampirów. Te prace analizują społeczne i kulturowe problemy obecne w serialu w domyśle oraz rozpatrują je w kontekście literackim. Wilcox i Lavery otworzyli nowe drzwi dla fanów tego serialu: „problemy związane z płcią, pokoleniami, rasą, pochodzeniem oraz przemocą są traktowane w sposób poważny poprzez wnikliwą analizę zarówno głównych postaci, jak i drugoplanowych. Pochodzenie i rasa są omawiane poprzez badanie relacji Buffy oraz jej przyjaciół z dwoma „innymi” pogromcami - Amerykanki Faith, określanej mianem „białego śmiecia” oraz Kendry z Jamajki”. Wilcox i Lavery analizują te wszystkie kwestie jednocześnie krytykując inne akademickie prace, takie jak „God, New Religious Movements and Buffy the Vampire Slayer” oraz „Everything Philosophical About Buffy the Vampire Slayer”[1].

### Nauki o Rodzinie
- Vivien Burr i C. Jarvis, wrzesień 2007. “Imagining the Family Representations of Alternative Lifestyles in Buffy the Vampire Slayer.”
Jest to praca o rodzinie oraz jak rodziny przedstawione w mediach wpływają na poglądy młodych ludzi. Burr bada niebezpieczeństwa oraz zalety nienormatywnych form rodziny poprzez serial Buffy: Postrach wampirów, szczególnie kwestie rodzin niepowiązanych ze sobą genetycznie oraz tych 'wybranych'. Burr w swojej pracy zwraca również uwagę na to, że Buffy „lansuje model rodziny pozbawiony hierarchii oraz zawierający 'demokratyczną wizję' tego, jak rodzina powinna wyglądać. Rodzina jest postrzegana w nowym i innym niż dotychczas świetle przez to, że Buffy wprowadza różne innowacje zarówno w praktyce, jak i poprzez badania prowadzone nad tym tematem[2].

### Estetyka
- David Kociemba, 2006: “Actually, it explains a lot”: Reading the Opening Title Sequences in Buffy the Vampire Slayer.”
Niniejsza praca zawiera szczegółowe badanie sekwencji w czołówce serialu, które analizuje użycie obrazów, koloru, edycji, logo, napisów, tytułu oraz kompozycji. Sekwencje w czołówce Buffy: Postrach wampirów funkcjonują jako mikrokosmos serialu oraz ukazują wpływ postrzegania twórców serialu na odbiorców, narrację i środki artystyczne środka przekazu oraz praktyki wykorzystywane w przemyśle filmowym. Tworzą one przeszłość serialu, kształtują obecne doświadczenia widza związane z danym odcinkiem oraz przygotowują na przyszłą narrację. Ten artykuł wygrał nagrodę „Short Mr. Pointy” za doskonałość naukową związaną z Naukami o Buffy od Whedon Studies Association.

## Prace dodatkowe
Pełna nazwa „Buffy: Postrach wampirów” została skrócona do BtVS w poniższej tabeli (od nazwy oryginalnej w języku angielskim „Buffy the Vampire Slayer”).
| Tytuł książki                                                                                   | Data wydania     | Opis | Autor (-rzy)                                                                                          |
| ----------------------------------------------------------------------------------------------- | ---------------- | --- | --- |
| The Afterlife of Genre: Remnants of the Trauerspiel in Buffy the Vampire Slayer                 | 2014             | Analiza wykonana w oparciu o badania Waltera Benjamina o ukrytej teologii w serialu Buffy: Postrach Wampirów oraz serialach telewizyjnych w ogóle. | Anthony Curtis Adler                                                                                  |
| Buffy and Angel Conquer the Internet: Essays on Online Fandom                                   | 2009             | Wielokierunkowe badanie społeczności fanów obu seriali, Buffy: Postrach wampirów oraz Anioł ciemności. | Mary Kirby-Diaz (editor)                                                                              |
| Buffy Goes Dark                                                                                 | 2009             | Ta książka dotyczy dwóch ostatnich sezonów serialu BtVS wyświetlanych przez stację telewizyjną UPN. | Lynne Y. Edwards, Elizabeth L. Rambo, James B. South                                                  |
| Faith and Choice in the Works of Joss Whedon                                                    | Kwiecień 2008    | Autorka książki analizuje wybory duchowe i etyczne dokonane w świecie Buffyverse. | K. Dale Koontz                                                                                        |
| The Existential Joss Whedon: Evil and Human Freedom in BtVS, Angel, Firefly and Serenity        | Kwiecień 2006    | Autorzy badają pracę Jossa Whedona pod kątem egzystencjonalnym, skupiając się na etyce, walce dobra ze złem, dokonywaniu wyborów oraz wolnej woli. | Michael Richardson, J. Douglas Rabb                                                                   |
| Aesthetics of Culture in BtVS                                                                   | Styczeń 2006     | Autor bada kulturalny komentarz zawarty w Buffy. | Matthew Pateman                                                                                       |
| Buffy the Vampire Slayer (BFI TV Classics)                                                      | Grudzień 2005    | Szersze spojrzenie na historię serialu Buffy. | Anne Billson                                                                                          |
| Why Buffy Matters                                                                               | Październik 2005 | Rhonda Wilcox przedstawia argumentację za tym, że Buffy jest formą sztuki, która jest warta szacunku oraz docenienia w kategorii filmowej lub literackiej. | Rhonda V. Wilcox                                                                                      |
| Reading Angel                                                                                   | Wrzesień 2005    | Zbiór różnych tematów, w tym estetykę filmową serialu Anioł ciemności, tj. muzykę, zmianę w przedstawianiu męskości, motyw noir w odniesieniu do miejsca akcji serialu - Los Angeles oraz motyw superbohatera. | Stacey Abbott (redaktor)                                                                              |
| Blood Relations                                                                                 | Czerwiec 2005    | Bada koncepcje dotyczące rodziny w serialach Buffy oraz Anioł ciemności. | Jes Battis                                                                                            |
| Sex and the Slayer                                                                              | Kwiecień 2005    | Przedstawia feminizm w odniesieniu do Buffy. | Lorna Jowett                                                                                          |
| Five Seasons of Angel                                                                           | Październik 2004 | Zbiór esejów autorstwa różnych pisarzy, w tym pisarza science-fiction, na temat Anioła ciemności. | Glenn Yeffeth (redaktor)                                                                              |
| Televised Morality: The Case of BtVS                                                            | Kwiecień 2004    | Książka ukazująca, że telewizja pomaga kształtować wartości moralne społeczeństwa, w tym przypadku konkretnie wpływ serialu Buffy. | Gregory Stevenson                                                                                     |
| What Would Buffy Do: BtVS as Spiritual Guide                                                    | Kwiecień 2004    | Spojrzenie na duchowe wskazówki oraz motywy religijne obecne w Buffy, mimo ateizmu twórcy serialu. | Jana Riess                                                                                            |
| Reading the Vampire Slayer                                                                      | Marzec 2004      | Książka przedstawia wnikliwą analizę poprzez ukazanie ukrytych metafor w obu serialach: Buffy oraz Anioł ciemności. | Roz Kaveney                                                                                           |
| Seven Seasons of Buffy                                                                          | Wrzesień 2003    | Zbiór prac dotyczących Buffy napisanych przez kilku autorów, w tym pisarza science-fiction. | Glenn Yeffeth (redaktor, David Brin (autor Goodreads) (współautor), Justine Larbalestier (współautor) |
| Slayer Slang                                                                                    | Lipiec 2003      | Wnikliwa analiza postmodernistycznego języka młodzieży używanego w Buffy. | Michael Adams                                                                                         |
| Bite Me: Narrative Structures in BtVS                                                           | Maj 2003         | Omówienie struktur narracji z w odniesieniu do: zadowolenia odbiorców, scenografii oraz użycia symboliki i metafory. | Sue Turnbull                                                                                          |
| Joss Whedon: The Genius Behind Buffy                                                            | May 2003         | Krótka biografia twórcy Buffy. Książka zawiera analizę twórczego procesu Whedona, a także wywiady z różnymi artystami oraz ekipą Candace, z którymi on kiedykolwiek pracował. | Candace Havens                                                                                        |
| BtVS and Philosophy                                                                             | Marzec 2003      | Odniesienie etyki zawartej w Buffy do klasycznej filozofii. | James B. South, William Irwin (redaktor)                                                              |
| Fighting the Forces                                                                             | Kwiecień 2002    | Spojrzenie na koncepcję walki jako formę badania znaczenia zawartego w Buffy. | Rhonda V. Wilcox (Redaktor), David Lavery (redaktor)                                                  |
| Music, Sound, and Silence in BtVS                                                               | Maj 2010         | Książka opisuje w jaki sposób serial używa muzykę, dźwięki oraz ciszę. | Paul Attinello, Janet K. Halfyard (redaktor), Vanessa Knights (redaktor)                              |
| Once Bitten: An Unofficial Guide to the World of Angel                                          | Listopad 2004    | Zawiera historię serialu, rozdział o najlepszych stronach internetowych, spojrzenie na to jak Buffy i Anioł ciemności są rozpatrywane jako obiekty badań naukowych, przewodnik po wszystkich odcinkach serialu Anioł ciemności oraz niepublikowane wcześniej zdjęcia zza kulis serialu. | Nikki Stafford                                                                                        |
| Bite Me! Sarah Michelle Gellar and „BtVS”                                                       | Grudzień 1998    | Wydanie poprawione i zaktualizowane, które zawiera informacje na temat wszystkich sześciu sezonów Buffy. Jest to jedyny taki przewodnik po jednym z najgorętszych seriali telewizyjnych. Zawiera również recenzje trzech pierwszych sezonów serialu Anioł ciemności, które skupiają się bardziej na odcinkach typu cross-over między tymi dwoma serialami. | Nikki Stafford                                                                                        |
| Bite Me! An Unofficial Guide to the World of BtVS                                               | Wrzesień 2002    | BITE ME! zwraca uwagę na rolę Sarah Michelle Gellar w serialu. W książce są również zawarte komentarze do każdego odcinka oraz informacje na temat powstawania historii opowiedzianej w każdym z nich wydana ponownie w 2008). | Nikki Stafford                                                                                        |
| Undead TV: Essays on „BtVS”                                                                     | Styczeń 2008     | Medioznawcy poruszają fenomen Buffy oraz odniesienia do serialu obecne w popkulturze, przemyśle filmowym, internecie oraz pracach naukowych. Współautorze poruszają kwestie dotyczące m.in. sławy, tożsamości płciowej, widowni, społeczności fanów oraz intertekstualności. | Elana Levine (Redaktor), Lisa Parks (Redaktor)                                                        |
| BtVS: The Monster Book                                                                          | Sierpień 2000    | Książka dotyczy folkloru, który jest widoczny w złych postaciach serialu: mitologia, nauka oraz pochodzenie kulturowe, literackie i historyczne. | Christopher Golden, Thomas E. Sniegoski                                                               |
| Buffy Chronicles: The Unofficial Companion to BtVS                                              | Grudzień 1998    | Buffy Chronicles zawierają odniesienie do filmu, który jest początkiem dla całego serialu - historię znanych wampirów, informacje o obsadzie, opis filmu oraz ciekawostki zza kulis. Jest to przewodnik po muzyce alternatywnej, która wpływa na atmosferę serialu. Ta książka to wszystko, czego każdy fan Buffy mógłby chcieć. | Ngaire E. Genge                                                                                       |
| Dusted: The Unauthorized Guide to BtVS                                                          | Styczeń 2010     | Dusted opisuje i recenzuje wszystkie 144 odcinki Buffy: Postrachu wampirów w wyczerpujący sposób. Książka zawiera streszczenia odcinków, cytaty, odniesienia do magii, charakterystykę bohaterów, listę stworów zabitych przez Pogromcę i wiele innych ciekawostek. | Lawrence Miles, Lars Pearson, Christa Dickson                                                         |
| The Q Guide to BtVS                                                                             | Marzec 2008      | Informacje zza kulis hitowego serialu, który nie chce umrzeć! Książka opisuje wszystko - od słabego filmu z 1992 roku do wielkiego hitu, który królował przez siedem lat na stacjach WB oraz UPN. Serial Buffy dał początek nowej generacji fanów wampirów. | Gregory L. Norris                                                                                     |
| The Complete Slayer: An unofficial and unauthorised guide to every episode of BtVS              | Listopad 2004    | Niezależnie od tego czy jesteś wytrawnym fanem czy nowicjuszem, to ten przewodnik po siedmiu sezonach serialu jest nieodłącznym towarzyszem po świecie Buffy. | Keith Topping                                                                                         |
| Romance in BtVS: Love at Stake                                                                  | Lipiec 2014      | Opis różnych związków, które tworzą świat Buffyverse - czasem destrukcyjnych oraz niezaprzeczalnie niezapominalnych. | Carrie Sessarego                                                                                      |
| Blood, sex and education - teenage problems and fears as presented in 'BtVS'                    | Lipiec 2007      | Autor analizuje jak i do jakiego zakresu serial porusza problemy nastolatków oraz młodzieży licealnej za pomocą motywu wampiryzmu. | David Gerlach                                                                                         |
| The Fool's Journey Through Sunnydale: A Look At The Archetypes of The Major Arcana through BtVS | Luty 2010        | Odkrywanie znaczenia każdej z kart Wielkiego Arkana przedstawionych w tradycji ludowej oraz w hicie telewizyjnym Buffy: Postrach wampirów. | Mary Caelsto                                                                                          |
| The Quotable Slayer (BtVS)                                                                      | Grudzień 2003    | Zbiór najśmieszniejszych, najczęściej powtarzanych oraz często ciętych cytatów z tego serialu, który był nominowany do nagrody Emmy. | Micol Ostow (Autor Goodreads), Steve Brezenoff                                                        |
| Hollywood Vampire: A revised and updated unofficial and unauthorised guide to Angel             | Styczeń 2004     | Nieoficjalna biblia dla fanów Anioła ciemności, która została zaktualizowana o każdy odcinek sezonów trzeciego i czwartego z ujętymi ważnymi wydarzeniami podzielonymi na kategorie. | Keith Topping                                                                                         |
| Buffy in the Classroom: Essays on Teaching with the Vampire Slayer                              | Wrzesień 2010    | Książka, która łączy podejście teoretyczne i praktyczne nauczania poprzez badanie jak serial Buffy jest nauczany, międzynarodowo, poprzez zarówno podejście interdyscyplinarne, jak i bazujące na dyscyplinie. Eseje opisują jak serial Buffy może być użyty jako przykład wyjaśniający m.in. (oraz zachęcający do dalszej dyskusji) narrację telewizyjną, postacie archetypowe, moralność, feminizm, tożsamość, etykę, komunikację niewerbalną, produkcję filmową, media i kulturę, cenzurę oraz Szekspira. | Jodie A. Kreider (redaktor), Meghan K. Winchell (redaktor)                                            |
| The Physics of the Buffyverse                                                                   | Grudzień 2006    | Autorka wyjaśnia podstawowe pojęcia nauk fizycznych poprzez przykłady wzięte z hitowego serialu Buffy: Postrach Wampirów oraz jego spin-offu Anioła ciemności. | Jennifer Ouellette                                                                                    |
| Buffy, Ballads, and Bad Guys Who Sing: Music in the Worlds of Joss Whedon                       | Listopad 2010    | Praca, w której opisane jest badanie nad muzyką, która gra istotną rolę w produkcjach Jossa Whedona, w tym m.in. w serialu Buffy. | Kendra Preston Leonard (redaktor)                                                                     |
| The Truth of Buffy: Essays on Fiction Illuminating Reality                                      | Czerwiec 2008    | Jest to zbiór krytycznych esejów 15 autorów z różnych dziedzin, w tym z literatury, sztuk wizualnych, teatru, filozofii oraz nauk politycznych, którzy badają w jaki sposób Buffy obrazuje życiowe doświadczenia swoich odbiorców. | Emily Dial-Driver (redaktor), Sally Emmons-Featherston (redaktor)                                     |
| The Girl's Got Bite: The Original Unauthorized Guide to Buffy's World                           | 1998             | Jest to zbiór, poruszający wszystkie kwestie dotyczące fenomenu Buffy - począwszy od filmu z 1992, w którym główne role zagrali Kristy Swanson oraz Luke Perry, do serialu, w którym rolę tytułową gra Sarah Michelle Gellar. | Kathleen Tracy                                                                                        |
| Redeemed: The Unauthorized Guide To Angel                                                       | Listopad 2006    | Redeemed przeprowadza szczegółową analizę krytyczną całego serialu Anioł ciemności mając na względzie pogodzenie przeciwnych sobie cech świata Angelverse. Jednocześnie analizuje niezwykłą wizję serialu Anioł ciemności, którą mieli producenci Joss Whedon, Tim Minear, Jeffrey Bell oraz ich współpracownicy z produkcji filmowej Mutant Enemy. | Lars Pearson, Christa Dickson (Autor Goodreads)                                                       |

### Prace online
- Slayage: The Online International Journal of Whedon Studies. whedonstudies.tv. [zarchiwizowane z tego adresu (2019-01-12)]. - Elektroniczny dziennik recenzowany naukowo poświęcony akademickim rozważaniom o pracach Jossa Whedona, zwłaszcza Buffy: Postrachu wampirów. Pod redakcją Davida Lavery’ego i Rhondy Wilcox. Nowe wydania pojawiają się dwa razy w roku (po angielsku)
- Buffy the Patriarchy Slayer. daringivens.home.mindspring.com. [zarchiwizowane z tego adresu (2001-03-03)]. - Bibliografia artykułów akademickich na temat buffyznawstwa (po angielsku)
- All Things Philosophical - Przewodnik po filozofii i etyce w odniesieniu do świata Buffyverse (po angielsku).
- Buffyology. alysa316.com. [zarchiwizowane z tego adresu (2006-05-23)]. - Obszerna bibliografia artykułów akademickich dostępnych online oraz wydrukowanych (po angielsku).
- Tea at the Ford. teaattheford.net. [zarchiwizowane z tego adresu (2006-05-22)]. - Dyskusja literacka o Buffy/Aniele ciemności (po angielsku).
- Watcher Junior - Elektroniczny dziennik recenzowany naukowo poświęcony studenckim publikacjom na temat twórczości Jossa Whedona, zwłaszcza Buffy: Postrachowi wampirów.

### Wzmianki w mediach
- Financial times -. news.ft.com. [zarchiwizowane z tego adresu (2004-02-02)].
- Lancasteronline.com - "'Buffy' the academic slayer". local.lancasteronline.com. [zarchiwizowane z tego adresu (2007-03-25)].
- Salon.com - raport o konferencji poświęconej Buffy (artykuły umieszczone na stronie głównej w listopadzie 2002 roku). dir.salon.com. [zarchiwizowane z tego adresu (2007-03-11)].
- STV.Ca - wykłady o Buffy: Postrachu wampirów. ctv.ca. [zarchiwizowane z tego adresu (2007-03-14)].